# Francis Wong
Francis  Shi-Ming Wong (* im 20. Jahrhundert) ist ein US-amerikanischer Jazz- und Improvisationsmusiker (Saxophon, auch Flöte, Klarinette, Violine, Perkussion), Komponist und Musikproduzent.

## Leben und Wirken
Wong hat chinesische Wurzeln und spielt seit den 1980er Jahren in der Jazz- und Improvisationsszene des Asian American Jazz Movement in der San Francisco Bay Area u. a. mit Mark Izu,  William Roper, Bobby Bradford, John Tchicai, James Newton, Joseph Jarman, Don Moye und Glenn Horiuchi. 1987 gründete er mit Jon Jang das Label Asian Improv Records. Daneben arbeitet er mit eigenen Formationen, wie Great Wall, dem achtköpfigen Komponisten-Workshop AIRShop und dem Trio Ming. In seinem Spiel fusioniert Wong Jazz, traditionelle japanische und chinesische Musik. Zu seinem Vorbildern zählen John Coltrane, Sonny Rollins und David Murray. Im Bereich des Jazz wirkte Wong zwischen 1983 und 2009 bei 66 Aufnahmesessions mit. Von 1992 bis 1998 war er Stipendiat des California Arts Council, 2000/01 von Meet the Composer. Wong unterrichtete an der San Francisco State University (1996–98) und der University of California, Santa Cruz (1996–2001).

## Diskographische Hinweise
- Great Wall (1993), mit Jon Jang, E. W. Wainwright, Mark Izu, Hafez Modirzadeh
- Ming (1994), mit Glenn Horiuchi, Elliot Humberto Kavee
- Pilgrimage (1994)
- Duets 1 (1996), mit Elliot Humberto Kavee
- Gathering of Ancestors (1998), mit John-Carlos Perea, Elliot Humberto Kavee
- Jason Kao Hwang, Francis Wong, Tatsu Aoki, Wu Man: Graphic Evidence (2006)
- Ari Brown & Francis Wong: Needs Are Met (2015)
- Legends & Legacies II (2022), mit Edward Wilkerson, Mwata Bowden, William Roper, Tatsu Aoki